# Bulle de Hubble
Pour les articles homonymes, voir Bulle.

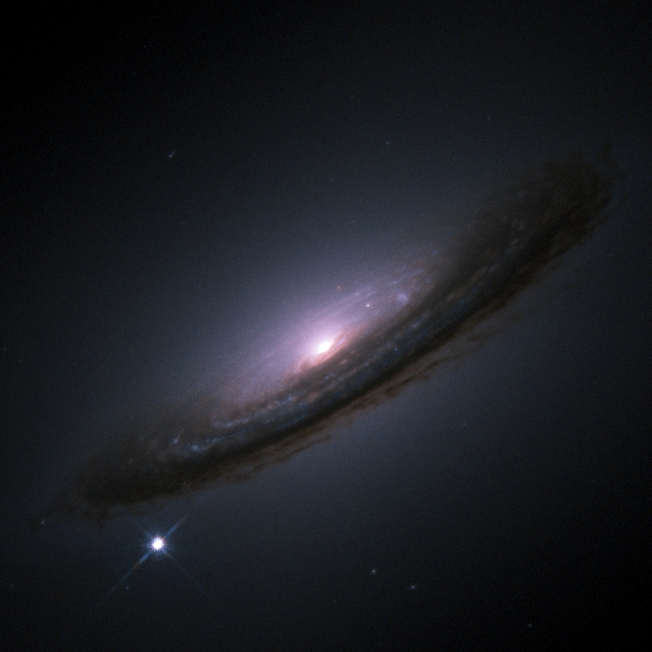
Le télescope spatial Hubble révèle de nombreuses anomalies locales dans le caractère généralement homogène de l'espace interstellaire, comme cette galaxie (NGC 4526) et la supernova (SN 1994D), à côté.

En astronomie, une bulle de Hubble est « un écart entre la valeur locale de la constante de Hubble et sa valeur moyenne globale » ou, plus techniquement, « un monopôle local dans le champ de vitesse particulière, peut-être causé par un vide local dans la masse volumique ».
La constante de Hubble, du nom de l'astronome Edwin Hubble, dont les travaux ont mis en évidence l'expansion de l'Univers, mesure la vitesse à laquelle l'expansion se produit. Conformément au principe copernicien selon lequel la Terre ne se trouve pas dans une position centrale particulièrement privilégiée, on pourrait s'attendre à ce que la mesure de cette constante en tout point de l'univers donne la même valeur. Si, d'autre part, la Terre était au centre ou à proximité du centre d'une région à très faible densité de l'espace interstellaire (un vide relatif), un matériau plus dense, autour de lui, attirerait fortement ce matériau loin du point central. Ainsi, les étoiles à l'intérieur d'une telle «bulle Hubble» accéléreraient loin de la Terre beaucoup plus rapidement que l'expansion générale de l'univers,. Cette situation fournirait une alternative à l'énergie sombre pour expliquer l'accélération de l’extension de l'univers.

## Hypothèse d'une bulle de Hubble
En 1998, Zehavi et son équipe rapportent des preuves de l'existence  d'une bulle Hubble. La suggestion initiale selon laquelle les vitesses locales de décalage vers le rouge diffèrent de celles observées ailleurs dans l'univers se fonde sur des observations de supernovae de type 1a, souvent abrégées «SNe Ia». Ces étoiles sont utilisées comme marqueurs de distance standard pendant 20 ans, et sont la clé des premières observations de l'énergie noire.
Zehavi étudie les vitesses particulières de 44 SNe Ia pour tester un vide local et rapporte que la Terre semblait être à l'intérieur d'un vide relatif d'environ 20% de sous-densité, entouré par une coquille dense, une "bulle".
En 2007, Conley et son équipe examinent les comparaisons de données de couleur SNe Ia tout en tenant compte de l'effet de la poussière cosmique dans les galaxies externes. Ils concluent que les données ne confirmaient pas l'existence d'une bulle Hubble locale.
En 2010, Moss et son équipe analysent le modèle Hubble Bubble sans utiliser ce nom, disant: "La suggestion que nous occupons une position privilégiée près du centre d'un grand vide non linéaire et presque sphérique a récemment attiré beaucoup d'attention comme alternative à l'énergie noire."  En examinant non seulement les données des supernovas mais aussi le spectre de fond des micro-ondes cosmiques, la nucléosynthèse du Big Bang et d'autres facteurs, ils concluent que «les vides sont en tension sévère avec les données. En particulier, les modèles de vide prédisent un taux de Hubble local très faible, souffrent d'un «problème de vieillesse» et prédisent une structure locale beaucoup moins importante que celle observée. »  